# Abadía de Morimond
La abadía de Morimond es una abadía cisterciense, situada en Parnoy-en-Bassigny, en el departamento de Alto Marne, Francia. Es la cuarta de las cuatro abadías fundadas a partir de la de Citeaux, junto a las de La Fertè, Pontigny y Clairvaux.
Estas abadías jugaron un papel de primordial importancia en la organización de la orden del Císter.
El nombre Morimond deriva de la expresión latina mori mundo ('morir al mundo') que expresaba el ideal de renuncia al mundo material de los monjes cistercienses.

## Historia

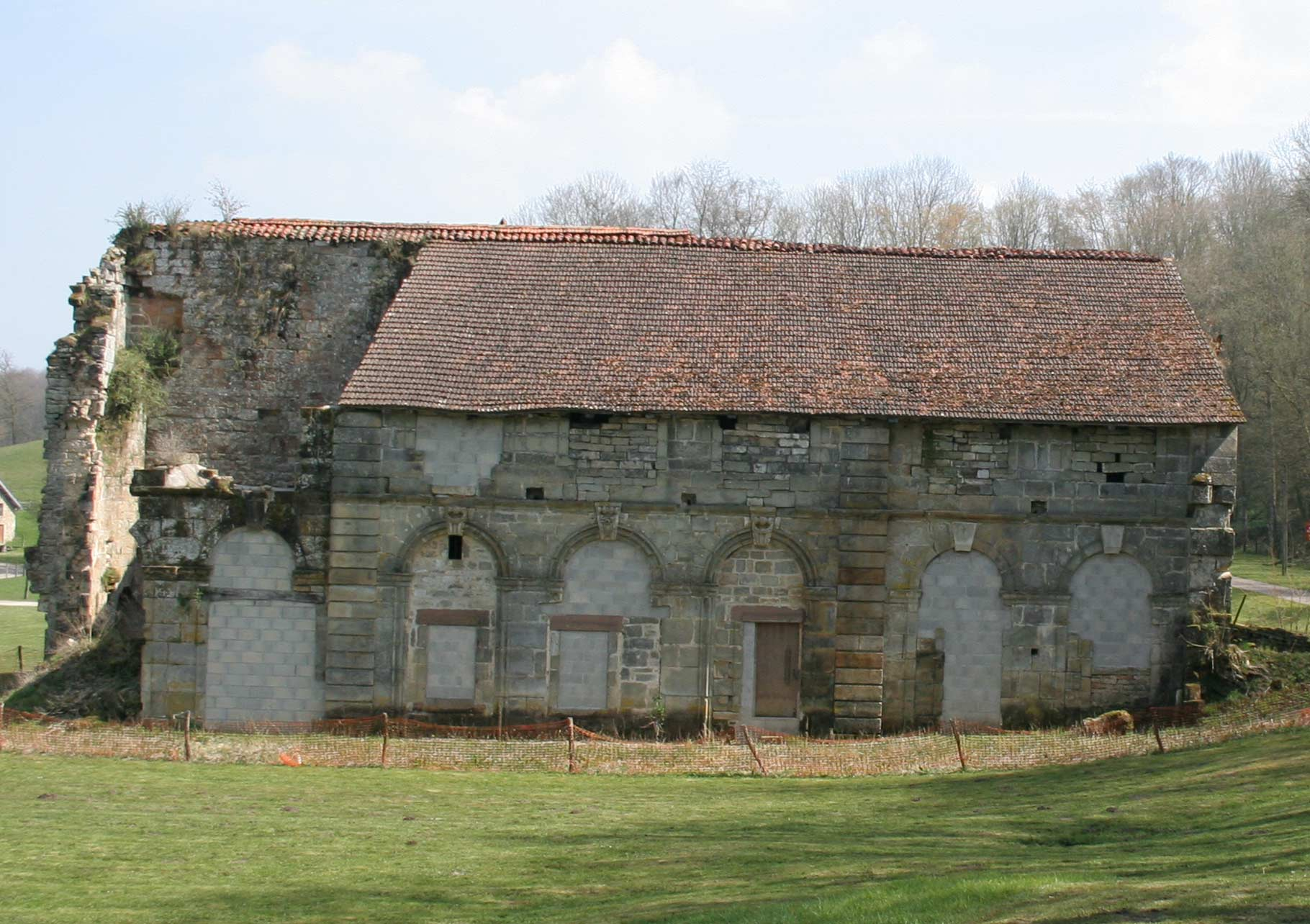
Biblioteca.

Situada en la diócesis de Langres, Morimond fue fundada en el año 1115 por el conde Odolric o Ulric d'Aigremont y su esposa, Adeline de Choiseul, con monjes que provenían de la abadía de Citeaux, bajo la dirección de su primer abad Arnold.
La situación estratégica, entre las regiones de Champaña y Lorena, convertía a la abadía en un puesto avanzado de la orden del Císter para expandirse primordialmente hacia Alemania y los países situados hacia el este. Morimond se desarrolló rápidamente y llevó a la creación de numerosas abadías dependientes en Francia, Alemania, Polonia, Bohemia, España y Chipre.
Entre las más conocidas se pueden mencionar las de Kamp (1123) y Ebrach (1126) en Alemania, la abadía de Heiligenkreuz en Austria (1134), las abadías de Aiguebelle (1137), Escaladieu (1137), Sedlec (1142), Bellevaux (1199) y Silvacane (1147) en Francia, la abadía de Dore (1147) en Inglaterra, el monasterio de Belmont (1157) en el Líbano y la abadía de Valbuena en España, a través de la filial francesa de Berdona. Morimond continuó participando activamente en la fundación de nuevos monasterios cistercienses durante dos siglos, de tal forma que al finalizar el siglo XVIII eran más de 700 los monasterios fundados bajo su dirección tanto femeninos como masculinos.
Numerosas bulas pontificias de varios papas pusieron bajo la protección espiritual de estos monjes a órdenes religiosas militares como las siguientes:
- La orden de Calatrava (1187)
- La orden de Alcántara (1214)
- La orden de Cristo en Portugal (1319)
- La Orden de los Santos Mauricio y Lázaro en Saboya.

Entre los monjes famosos de la abadía se recuerda a Otón de Freising, hijo de Leopoldo III: estudió en París, luego entró en la abadía de la que llegó a ser abad. El Papa Benedicto XII inició su carrera eclesiástica también en Morimond.

## Arquitectura

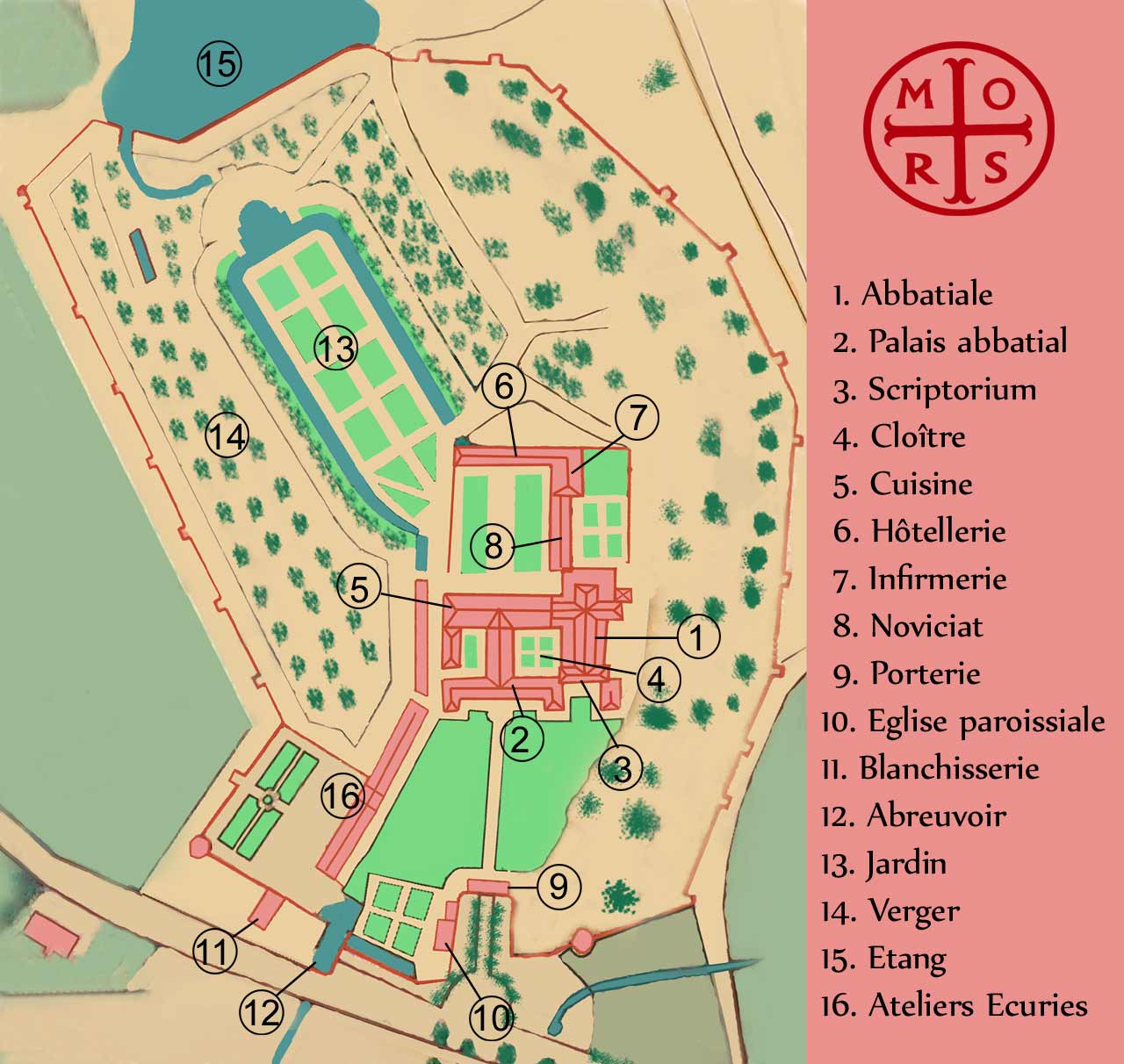
Plano de la abadía en 1789.

La iglesia abacial tiene una planta de cruz latina y fue construida en un estilo sencillo y severo, de acuerdo con la estética cisterciense, sin ornamentos. Morimond fue destruida dos veces: la primera en 1572, durante las Guerras de religión, posteriormente de nuevo en 1636 durante la Guerra de los Treinta Años teniendo que ser reconstruida.
Durante la Revolución francesa fue devastada y vendida como bien nacional. Solo la iglesia sobrevivió hasta que cayó en ruinas durante el siglo XIX.
Actualmente subsisten algunos fragmentos de las estructuras medievales en el ala norte de la iglesia. La capilla de Santa Úrsula es del siglo XV mientras que el portal de entrada, la biblioteca y algunos pabellones son del siglo XVIII. Existen también restos de infraestructuras hidráulicas construidas para hacer funcionar las forjas y los molinos de la abadía.